# 山羊音
山羊音(やぎおん、アメリカ英語: Egophony、イギリス英語: aegophony）とは胸水、肺炎、肺線維症を身体診察で見つけるための所見の一つで患者にイーと言ってもらいながら聴診するとエーに聴こえる所見のことである。
山羊音という名称はエーという音の滲みがメェェというヤギの鳴き声のように聞こえることからギリシャ語の山羊（αἴξaix、aig-）に由来している。
1819年に聴診器を発明したルネ・ラエンネックが発表した「間接診察法、または肺と心臓の病気の診断についての論文」に登場したのが最初である。
レントゲンが普及する以前の時代には結核や肺炎を診断するための重要な手段であったが、現代では胸水疑いの検査の第一選択は胸部X線撮影であり聴診よりも確実に診断できるため行われることは無くなっている。

## 手技
聴診器を肩甲骨下角などにあてて肺を聴きながら患者にポスト大母音推移のロングE母音を発音してもらう。
言語によって良いフレーズがあり、アメリカ英語では「toy boat」「Scooby Doo」「blue balloons」などがある。 
英国ではより丸みを帯びた音のため「one-one-one」というフレーズを使用している。
日本語では低い声で「ひとーつ、ひとーつ」と発声させる。肺野を聴診すると、正常肺野の部位では「おー、おー」と不明瞭に聴こえる。
胸水が貯留している部位では「おー、おー」という音が健側に比べて小さいがやや高い明瞭な音で聴取される。

## 解釈
肺野の胸水や腫瘍または真菌の塊などにより呼吸音の伝導がよくなる結果、患者の英語のロングEは純粋な母音のEまたは現代の英語Aのように聞こえる。この知見は、臨床上の文脈において「E to A移行」と呼ばれている。
 